# William Hare (5. hrabia Listowel)
William Francis Hare, 5. hrabia Listowel GCMG (ur. 28 września 1906, zm. 12 marca 1997) – brytyjski arystokrata i polityk, członek Partii Pracy, minister w pierwszym rządzie Clementa Attleego, ostatni minister ds. Indii.
Był najstarszym synem Richarda Hare’a, 4. hrabiego Listowel, i Fredy Vanden-Bempde-Johnstone, córki 2. barona Derwent. Wykształcenie odebrał w Eton College, w Balliol College na Uniwersytecie Oksfordzkim oraz w Magdalene College na Uniwersytecie Cambridge. W latach 1924–1931 nosił tytuł wicehrabiego Ennismore. Po śmierci ojca w 1931 r. odziedziczył tytuł 5. hrabiego Listowel i zasiadł w Izbie Lordów.
Był porucznikiem w szeregach Intelligence Corps. Był członkiem rady hrabstwa Londynu w latach 1937–1946 i 1952–1957. W latach 1941–1944 był laburzystowskim whipem w Izbie Lordów. W latach 1944–1945 był wiceprzewodniczącym Izby Lordów oraz parlamentarnym podsekretarzem stanu w Ministerstwie ds. Indii. W latach 1945–1947 był poczmistrzem generalnym, a w latach 1947–1948 ministrem ds. Indii i Birmy (od sierpnia 1947 r. ministrem ds. Birmy). W latach 1948–1950 był ministrem stanu w Ministerstwie ds. Kolonii, a do 1951 r. sprawował urząd parlamentarnego sekretarza w Ministerstwie Rolnictwa i Rybołówstwa.
W latach 1957–1960 był ostatnim gubernatorem generalnym Ghany. W 1957 r. został kawalerem Krzyża Wielkiego Orderu św. Michała i św. Jerzego.
24 lipca 1933 r. poślubił Judith de Marffy-Mantuana, córkę Raoula de Marffy-Mantuana. William rozwiódł się z Judith w 1945 r. Miał z nią jedną córkę:
- Deirdre Elisabeth Mary Freda Hare (ur. 13 lutego 1935), żona Johna Nortona, 7. barona Grantley, ma dzieci

Drugą żoną Listowela została 1 lipca 1958 r. Stephanie Sandra Yvonne Wise, córka Sama Wise’a. Również i to małżeństwo zakończyło się rozwodem w 1963 r. William i Stephanie mieli razem jedną córkę:
- Fiona Eve Akua Hare (ur. 24 lutego 1960)

4 października 1963 r. lord Listowel ożenił się po raz trzeci. Jego kolejną żoną została Pamela Mollie Day. William miał z nią dwóch synów i córkę:
- Timothy Patrick Hare
- Diana France Hare
- Francis Michael Hare (ur. 28 czerwca 1964), 6. hrabia Listowel

Zmarł w 1997 r. Jego następcą został jego najstarszy syn, Francis.